# HD247157
HD247157 — хімічно пекулярна зоря спектрального класу A5, що має видиму зоряну величину в смузі V приблизно 10,0.
Вона  розташована на відстані близько 945,4 світлових років від Сонця.